# Dalbergia trichocarpa
Dalbergia trichocarpa är en ärtväxtart som beskrevs av John Gilbert Baker. Dalbergia trichocarpa ingår i släktet Dalbergia, och familjen ärtväxter. IUCN kategoriserar arten globalt som livskraftig. Inga underarter finns listade i Catalogue of Life.